# Lica (herb szlachecki)

Lica

Lica I a

Lica II

Lica (Lietzen) – kaszubski herb szlachecki.

## Opis herbu
Herb znany był przynajmniej w trzech wariantach. Opisy z wykorzystaniem zasad blazonowania, zaproponowanych przez Alfreda Znamierowskiego:
Lica I: W polu błękitnym półksiężyc z twarzą srebrny, nad nim dwie strzały na opak w wachlarz, złote, między którymi takaż gwiazda. Klejnot: nad hełmem bez korony gwiazda złota, na której trzy pióra strusie, błękitne, między srebrnymi. Labry błękitne, podbite srebrem.
Lica I a: Inny klejnot: trzy lilie naturalne na gałązkach ulistnionych w wachlarz.
Lica II: Księżyc czerwony, strzały czerwone z opierzeniem i grotami srebrnymi, brak gwiazdy. Klejnot: na zawoju błękitno-srebrno-czerwonym pióropusz pawi na trzonku czerwonym, między dwiema strzałami jak w godle. Labry błękitno-czerwone, podbite srebrem.

## Najwcześniejsze wzmianki
Herb w wariancie podstawowym pojawił się najwcześniej na mapie Pomorza Lubinusa z 1618, a następnie w herbarzach: Bagmihla (Pommersches Wappenbuch), Nowy Siebmacher i Ledebura (Adelslexikon der preussichen Monarchie von...). Warianty pozostałe przytacza Siebmacher.

## Rodzina Lica
Rodzina starowendyjska (zachodniosłowiańska). Jej pochodzenie jest niepewne, jako ich ojczyznę wskazuje się Kaszuby albo Brandenburgię (Mittelmark). Na Kaszubach rozsiedleni byli w ziemi słupskiej, gdzie mieli lenna we wioskach Oskowo, Lesiaki i Mikorowo. Niepewna jest również etymologia ich nazwiska. Być może pochodzi od niemieckiego słowa leute (ludzie), albo, co bardziej prawdopodobne, od imienia Lucas (Łukasz). Nazwisko to występowało zarówno u chłopów jak i u szlachty. Jako szlacheckie pojawiło się po raz pierwszy w 1523 (Jürgen Lietze). Kolejne wzmianki z lat 1575 i 1601 (Lyzen w Oskowie i Mikorowie), 1621 (Marten i Matthias von Lietzen), 1628 (Jurgen, Marten i Ludwich Litze), 1665 (Barthold Venz, syn Martina, Hans, syn Matthiasa, Jürgen, syn Heinricha, Jürgen, syn Adama oraz Martin Ernst, syn Heinricha Lietzen), 1756 (Christian Heinrich von Lietz i jego synowie, wojskowi pruscy: Georg Friedrich, Carl Mathias, Carl Christian). W końcu XVIII wieku, rodzina nie miała już dóbr na Pomorzu i Kaszubach, ale dwie jej gałęzie miały majątki w Prusach Wschodnich. Rodzina miała wygasnąć w XIX wieku, ale mimi to, nazwisko jest współcześnie używane przez około 900 osób, głównie na Kaszubach. Herb Liców był typowym herbem kaszubskim, z godłami w postaci strzał, gwiazdy i księżyca.

## Herbowni
Lica (Lice, Lietz, Lietze, Lietzen, Litza, Litze, Litzen, Lyca, Lytze, Lyzen, błędnie Lisen).